# Pont Bordeleau
Pour les articles homonymes, voir Bordeleau.
Le pont Bordeleau est un pont couvert de type Town élaboré situé à Saint-Séverin au Québec, Canada. Il franchit la Rivière des Envies sur la route Dessureault/Bordeleau. Les dimensions du pont sont : longueur totale: 33,9 m, le tablier: 33,3 m, largeur hors tout: 5,7 m, largeur carrossable: 4,1 m et la superficie du tablier est de 190 m2.Il a une hauteur libre de 3,5 m.

## Histoire
Le premier pont bâti à cet endroit remonte à 1875, l'année où fut ouverte la route de la côte Saint-Paul à laquelle il donnait accès.  Ce pont avait été érigé pour permettre le passage des gens de Saint-Tite vers Saint-Stanislas, Saint-Narcisse et vice-versa. Le pont fut reconstruit deux fois, en 1895 et en 1915 et fut équipé d'un toit en 1932 par le ministère de la Colonisation. Des gabarits métalliques furent installés en 1988 et le lambris ainsi que le tablier réparés en 1997. En octobre 2001, il fut fermé à la circulation par le ministère des Transports afin de réparer des dommages importants à sa structure, ce qui permit sa réouverture l'année suivante. 
En mars 2020, le Ministère des Transports du Québec (MTQ), a annoncé que le pont Bordeleau sera définitivement fermé à la circulation et le gouvernement procédera à la construction d’un nouveau lien au-dessus de la rivière des Envies. Le pont couvert sera cependant conservé mais déplacé à proximité de la nouvelle structure. Tous les frais seront à la charge du MTQ. À terme, le Pont Bordeleau sera remis à la municipalité de Saint-Séverin afin de le mettre en valeur,,.

## Toponyme
Le nom provient des familles Bordeleau (François-Xavier Bordeleau, Basilide Bordeleau et Eugène Bordeleau) dont les terres étaient adjacentes au secteur du pont lors de sa construction.

## Couleur
Le pont est actuellement rouge avec des moulures blanches mais il fut anciennement blanc avec des moulures vertes.

## Annexe